# GNU Autoconf
GNU Autoconf és una eina per a produir shell scripts que configuren automàticament paquets de codi font que s'adapten a diversos tipus de sistemes tipus UNIX. Els scripts produïts per Autoconf són independents d'aquest quan s'executen.
Juntament amb Libtool i Automake, Autoconf forma el GNU build system.
Autoconf utilitza m4 per a transformar un fitxer 'configure.ac' (anteriorment anomenat 'configure.in') en un script portable anomenat configure. L'script 'configure' genera els makefiles i fitxers necessaris per a compilar el programa.

## Creació de fitxersconfigure.ac

Autotools

Estructura inicial bàsica:
```
Autoconf requirements
AC_INIT(package, version, bug-report-address)
information on the package
checks for programs
checks for libraries
checks for header files
checks for types
checks for structures
checks for compiler characteristics
checks for library functions
checks for system services
AC_CONFIG_FILES([file...])
AC_OUTPUT

```